# Ereticii Dunei
Ereticii Dunei (1984) (titlu original Heretics of Dune) este un roman science-fiction scris de Frank Herbert, fiind al cincilea dintr-o serie de șase romane. În 1984, The New York Times l-a situat pe locul al 13-lea în lista de bestselleruri science-fiction în format hardcover.

## Introducere
Au trecut o mie cinci sute de ani de când domnia de 3.500 de ani a Împăratului-Zeu Leto Atreides II a luat sfârșit odată cu asasinarea sa, iar omenirea se află pe Poteca de Aur, planul lui Leto de a salva omenirea de la distrugere. Distrugând aspirațiile omenirii timp de peste trei mii de ani, Leto a dat naștere Dispersiei, o răspândire a omenirii în univers, produsă după moartea sa. Acum, unii dintre cei plecați se întorc, dornici de cuceriri. Doar Comunitatea Surorilor Bene Gesserit percepe Poteca de Aur și se află în fața unei alegeri: să-și păstreze rolul tradițional de manipulatoare din umbră, detensionând și ghidând progresul omenirii în timp ce se străduiește să supraviețuiască, sau să adopte Poteca de Aur și să împingă omenirea departe într-un viitor în care aceasta să fie ferită de amenințarea extincției.

## Intriga
Multe s-au schimbat în cei o mie cinci sute de ani trecuți de la moartea Împăratului-Zeu. Viermii de nisip au apărut din nou pe Arrakis (numită acum Rakis), refăcând rezerva mirodeniei melanj, atât de importantă pentru galaxie. Odată cu moartea lui Leto a colapsat extrem de complexul sistem economic bazat pe mirdenie, ducând la exodul multora în marea Dispersie. O nouă civilizație a răsărit, cuprinzând trei puteri dominante: ixienii, ale căror non-nave sunt capabile să zboare între stele și sunt invizibile; Bene Tleilax, care a învățat să fabrice mirodenie în cuvele axlotl și au creat un nou soi de Dansatori-Fețe; Bene Gesserit, un ordin matriarhal care se ocupă de manipulări politice subtile și posedă capacități supraumane. Însă oamenii Dispersiei se întorc, împreună cu puterile lor ciudate. Cele mai puternice dintre aceste forțe sunt Onoratele Matres, o societate violentă de femei create și antrenate pentru luptă și control sexual asupra bărbaților.

Pe Rakis, o fată pe nume Sheeana a descoperit cum poate controla viermii de nisip uriași. Bene Gesserit vrea să folosească ghola-ul Duncan Idaho furnizat de Tleilaxu pentru a controla acestei călărețe a nisipurilor și forțele religioase ale celor care o vor ajunge să o venereze. Comunitatea Surorilor a modificat subtil ghola-urile pentru a le aduce reflexele fizice la standarde moderne. Conducătoarea Bene Gesseritului, Maica Superioară Taraza, îl aduce pe Miles Teg pentru a-l păzi pe noul Idaho. Apoi, Taraza o trimitea pe Cucernica Maică Darwi Odrade să preia comanda surorilor Bene Gesserit de pe Rakis. Odrade nu se supune interdicțiile Bene Gesserit legate de iubire și este fiica biologică a lui Teg. Impregnatoarea Bene Gesserit Lucilla este trimisă și ea de Taraza pentru a asigura loialitatea lui Idaho față de Comunitatea Surorilor, folosindu-și talentele sexuale. Însă Lucilla trebuie să se confrunte cu Cucernica Maică Schwangyu, conducătoarea proiectului ghola și, în același timp, conducătoarea facțiunii din Bene Gesserit care consideră ghola-urile un pericol.
Deasupra planetei Gammu, Taraza este capturată și făcută prizonieră de către Onorata Mater de pe o non-navă ixiană. Onorata Mater insistă ca Taraza să îl invite pe Teg la bordul navei, sperând să preia controlul asupra proiectului ghola. Teg reușește să dejoace planurile Onoratei Mater și să o salveze pe Maica Superioară. Bene Gesserit împiedică un atac asupra Sheeanei pe Rakis, iar Odrade începe să o pregătească pe Sheeana să devină o Bene Gesserit. Aproape în același timp, are loc un atentat la viața lui Idaho, dejucat de Teg, care pleacă împreună cu Duncan și Lucilla. Într-un vechi non-glob Harkonnen, Teg încearcă să trezească amintirile originale ale lui Idaho, dar face asta înainte ca Lucilla să îl impregneze pentru a-l lega de Comunitatea Surorilor. Taraza încearcă să ia legătura cu Teg, dar acesta este capturat și torturat folosind o Sondă T, moment în care își descoperă o nouă abilitate: își poate accelera reacțiile fizice și mentale, lucru care îi permite să evadeze. În același timp, Idaho intră într-o ambuscadă și este luat prizonier.
Taraza aranjează o întâlnire cu Maestrul Tleilaxu Waff, pe care îl obligă să îi spună ceea ce știe despre Onoratele Matres. Chestionat și în privința lui Idaho, el recunoaște că Bene Tleilax i-au pus propriile condiționări. Întâmplător, Taraza descoperă că  Waff este un zensunnit, lucru care permite Bene Gesseritului să își înțeleagă vechiul competitor. Ea și Odrade îl vor întâlni din nou pe Waff pe Rakis, unde acesta va încerca să o omoare, dar Odrade reușește să îl convingă că Comunitatea Surorilor împărtășește aceleași convingeri religioase cu Bene Tleilax. Taraza propune o alianță completă între cele două formațiuni împotriva forțelor Dispersiei. Pactul produce consternare în rândul Bene Gesseritului, dar Odrade își dă seama că Taraza plănuiește distrugerea Rakisului, astfel încât Bene Gesserit să devină dependentă de Tleilaxu pentru mirodenie, lucru ce ar pecetlui alianța.

Lucilla află că Duncan este prizonierul Onoratelor Matres, care încearcă să îl impregneze folosind metoda lor, cu ajutorul tinerei Onorate Mater Murbella. Dar condiționarea Tleilaxu se declanșează și Duncan răspunde printr-o tehnică egală, carte o copleșește pe Murbella. Lucilla profită de epuizarea Murbellei și o lasă fără cunoștință, salvându-l pe Duncan. Onoratele Matres atacă Rakisul, omorând-o pe Taraza, lucru care o lasă temporar pe Odrade la conducerea Bene Gesserit, înainte de a fugi în deșert călare pe un vierme condus de Sheeana. Teg capturează o non-navă și îi ia cu el pe Duncan, Lucilla și pe prizoniera Murbella, ducându-i pe Rakis, de unde le salvează pe Odrade, Sheeana și viermele lor gigantic. Onoratele Matres atacă Rakisul, distrugând planeta și viermii, cu excepția celui salvat cu ajutorul non-navei. Acest vierme va fi înecat, transformându-se într-un păstrăv de nisip care va face din planeta Bene Gesserit Canonicatul o nouă Dune.

## Traduceri în limba română
- 1995 - Ereticii Dunei, Ed. Nemira, Colecția "Nautilus" nr. 75, traducere Ion Doru Brana
- 2003 - Ereticii Dunei, Ed. Nemira, Colecția "Nautilus" nr. 181, traducere Ion Doru Brana, 512 pag., ISBN 973-569-598-7
- 2005 - Ereticii Dunei, Ed. Nemira, Colecția "Nautilus", traducere Ion Doru Brana, 688 pag., ISBN 978-973-569-751-8
- 2012 - Ereticii Dunei (copertă dură), Ed. Nemira, Colecția "Nautilus", traducere Ion Doru Brana, 680 pag., ISBN 978-606-579-416-0
- 2013 - Ereticii Dunei, Ed. Nemira, Colecția "Nautilus", traducere Ion Doru Brana, 680 pag., ISBN 978-606-579-699-7
- 2019 - Ereticii Dunei, Ed. Nemira, Colecția "Armada", traducere Ion Doru Brana, 608 pag., ISBN 978-606-43-0527-5